# David Eugene Smith
David Eugene Smith (* 21. Januar 1860 in Cortland, New York; † 29. Juli 1944 in New York) war ein US-amerikanischer Mathematikhistoriker und Mathematikdidaktiker.

## Leben und Wirken
Smith studierte Kunstgeschichte, klassische Sprachen und Hebräisch an der Syracuse University, wo er 1881 promoviert wurde. Danach studierte er auf Wunsch seines Vaters, eines Anwalts und Landrichters, Jura in Syracuse und wurde 1884 als Anwalt zugelassen. Er wurde aber lieber Mathematiklehrer und wurde 1884 in Syracuse in Mathematik und 1887 in Kunstgeschichte promoviert. Er war danach Mathematiklehrer am State Normal College in Ypsilanti, Michigan, und Schulleiter in Brockport, New York. 
Ab 1901 war er Mathematikprofessor am Teachers College der Columbia University, wo er bis zu seiner Emeritierung 1926 blieb. 
Auf seine Initiative wurde die International  Commission on the Teaching of Mathematics (ICTM) gegründet, deren Vorsitzender Felix Klein war. Smith war deren Vizepräsident von 1908 bis 1920 und von 1928 bis 1932 deren Präsident. 
Smith war 1902 bis 1920 auch Bibliothekar der American Mathematical Society und selbst ein eifriger Sammler mathematischer Literatur. Seine Bibliothek von 11000 Bänden ging an die Columbia University (außerdem beriet er einen weiteren Sammler mathematischer Literatur, George Plimpton). Besonders war er an indischer, arabischer, fernöstlicher und mittelalterlicher Mathematik interessiert.
1932 war er Präsident der American Mathematical Society. Er war auch an der Gründung der Mathematical Association of America (MAA) beteiligt und in deren Board of Trustees. 1920 bis 1921 und 1928 bis 1932 war er Präsident der MAA. Lange Zeit war er auch Mitherausgeber von deren Zeitschrift American Mathematical Monthly. Er war auch an der Gründung von Scripta Mathematica seines Schülers Jekuthiel Ginsburg beteiligt.
Smith war 1924 Mitgründer der History of Science Society und 1927 ihr erster Präsident. Er war Mitherausgeber der Scripta Mathematica.
Für eine 1933 erschienene Versversion des Rubayat des ʿOmar Chayyām erhielt er einen Orden des Schahs von Persien.

## Schriften
- mit W. Beman: Plane and Solid Geometry, 1895
- History of Modern Mathematics, 1896
- History of Mathematics, 2 Bände, 1923, 1925
- mit Jekuthiel Ginsburg: History of Mathematics in America before 1900, MAA, Carus Mathematical Monographs, 1930, Archive
- Rara Arithmetica, 1908
- Number stories of long ago, 1919
- mit L. Karpinski: Hindu-Arabic Numerals, 1919
- mit Yoshio Mikami: A history of japanese mathematics, 1914  (Online-Kopie bei archive.org)
- mit J. Ginsburg: A history of mathematics in America before 1900, 1934